# توفيق نظام الدين
توفيق نظام الدين (1911م- 1998م) سياسي وضابط سوري وأحد مؤسسي الجيش السوري.

## ولادته وتحصيله
ولد في قامشلي عام 1911. والده محمد رفيق نظام الدين ووالدته ناظمة بنت مفتي ماردين. بعد ضم بعض الأراضي والمدن السورية إلى تركيا عام 1923 بموجب معاهدة لوزان ومنها مدينتي نصيبين وماردين ، ونظرا لمعارضة والده للضم، تم نفيه مع أبنائه عبد القادر وعبد الباقي وتوفيق الى الداخل التركي، تمكن فيما بعد من الانتقال الى الجانب السوري من الحدود وسكن في قرية زنود.
درس في مدارس القامشلي وفي كلية الحربية بدمشق قبل نقلها إلى حمص. تخرج في 1 أيلول 1934 والتحق يجيش الشرق التابع لسلطة الانتداب الفرنسي ولكنه انشق عنه وانضم إلى صفوف الثوار بعد العدوان الفرنسي على مدينة دمشق في 29 أيار 1945. قاد مجموعة من الضباط المنشقين إلى مدينة البوكمال، وكانت نيتهم الزحف نحو العاصمة لتحريرها. حكمت عليه فرنسا بالإعدام وفي 1 آب 1945 كان في طليعة الضباط المنتسبين إلى الجيش السوري عند تأسيسه. وتدرج في الترفع في الرتب العسكرية لكنه لم يُشارك بأي من الانقلابات العسكرية التي تعاقبت على سورية.[بحاجة لمصدر]

## عمله ووظائفه
- خدم في عدة قطعات وفي عدة مدن أهمها حلب من عام 1940 وحتى 1941م، وفي القامشلي من عام 1942 وحتى عام 1944م.
- عين رئيساً لحامية دير الزور. في الأول من كانون الثاني عام 1945م[4]
- عين معاون لمدير العشائر وقائدا للفوج الثالث لقوى البادية في تشرين الأول من عام 1945.[5]
- عين رئيساً للشعبة الثالثة في الجيش السوري 1947م.
- عين مديراً لمحاسبة الإدارة في وزارة الدفاع في الثاني من آب عام 1948 م حتى الأول من كانون الأول عام 1952م.[6]
- شارك في عام 1950 في وضع معاهدة الدفاع المشترك – الملحق العسكري، الذي أقره مجلس الجامعة العربية المنعقد في القاهرة في جلسته يوم 13 نيسان 1950 بالقاهرة.
- في شباط 1954م أعاده اديب الشيشكلي إلى الجيش وعينه معاونا لرئيس الأركان العامة.
- عين قائداً عاماً للجيش والقوى المسلحة في الأول من تشرين الثاني عام 1956م
- في الحادي والثلاثين من كانون الثاني عام 1957 عين توفيق نظام الدين نائباً للحاكم العسكري في دمشق[7]
- رئيساً لأركان الجيش السوري (8 تموز 1956 – 17 آب 1957)

## الأوسمة التي حصل عليها
- وسام الاستحقاق السوري من الدرجة الممتازة في السابع من أيار عام 1957م.
- نوط الشرف السوري من الدرجة الأولى.
- نوط الشرف السوري من الدرجة الثانية.
- وسام الجمهورية من الطبقة الأولى (مصر).
- وسام الكوكب الأردني من الدرجة الأولى.
- وسام الأسد الأبيض من الدرجة الثانية (تشيكوسلوفاكيا).
- وسام الأرز الوطني اللبناني.
- وسام فلسطين التذكاري لعام 1948.

## وفاته
غاب توفيق نظام الدين عن أي نشاط سياسي أو عسكري وعمل في الزراعة حتى وفاته عن عمر ناهز 86 عاماً يوم 29 كانون الأول 1998. ودفن في مقبرة الدحداح بدمشق.